# УЄФА. Євро 2012. Україна-Польща (срібна монета)
«УЄФА́. Є́вро 2012. Украї́на-По́льща»  — срібний пам'ятний набір з двох монет, вкладених у спільну капсулу, які складаються в коло діаметром 50 мм, номіналом 10 гривень, випущений Національним банком України. Присвячена важливій спортивній події — Фінальному турніру чемпіонату Європи з футболу, який буде проведено в Україні та Польщі у 2012 році.
Монету введено до обігу 4 червня 2012 року. Вона належить до серії «Спорт».

## Опис та характеристики монети
| Номінал грн. | Метал           | Маса, грам   | Діаметр, мм. | Якість виготовлення | Гурт    | Тираж, штук |
| ------------ | --------------- | ------------ | ------------ | ------------------- | ------- | ----------- |
| 10           | срібло (Ag 925) | 62,2 / 67,25 | 50           | пруф                | гладкий | 10 000      |

### Аверс
На аверсі монети розміщено: малий Державний Герб України (угорі), напис півколом «НАЦІОНАЛЬНИЙ БАНК УКРАЇНИ» (праворуч), під гербом напис — «10»/«ГРИВЕНЬ»/«2012», під яким на тлі стилізованого орнаменту з використанням графічних символів, пов'язаних з Євро 2012, зображено Кубок Анрі Делоне. Унизу — позначення металу, його проби — «Ag 925», маса — «31,1» та логотип Монетного двору Національного банку України.

### Реверс
На реверсі монети розміщено зображення футболіста і фрагмента копаного м'яча, ліворуч напис «УЄФА» «ЄВРО 2012»™ «УКРАЇНА-ПОЛЬЩА».

## Автори

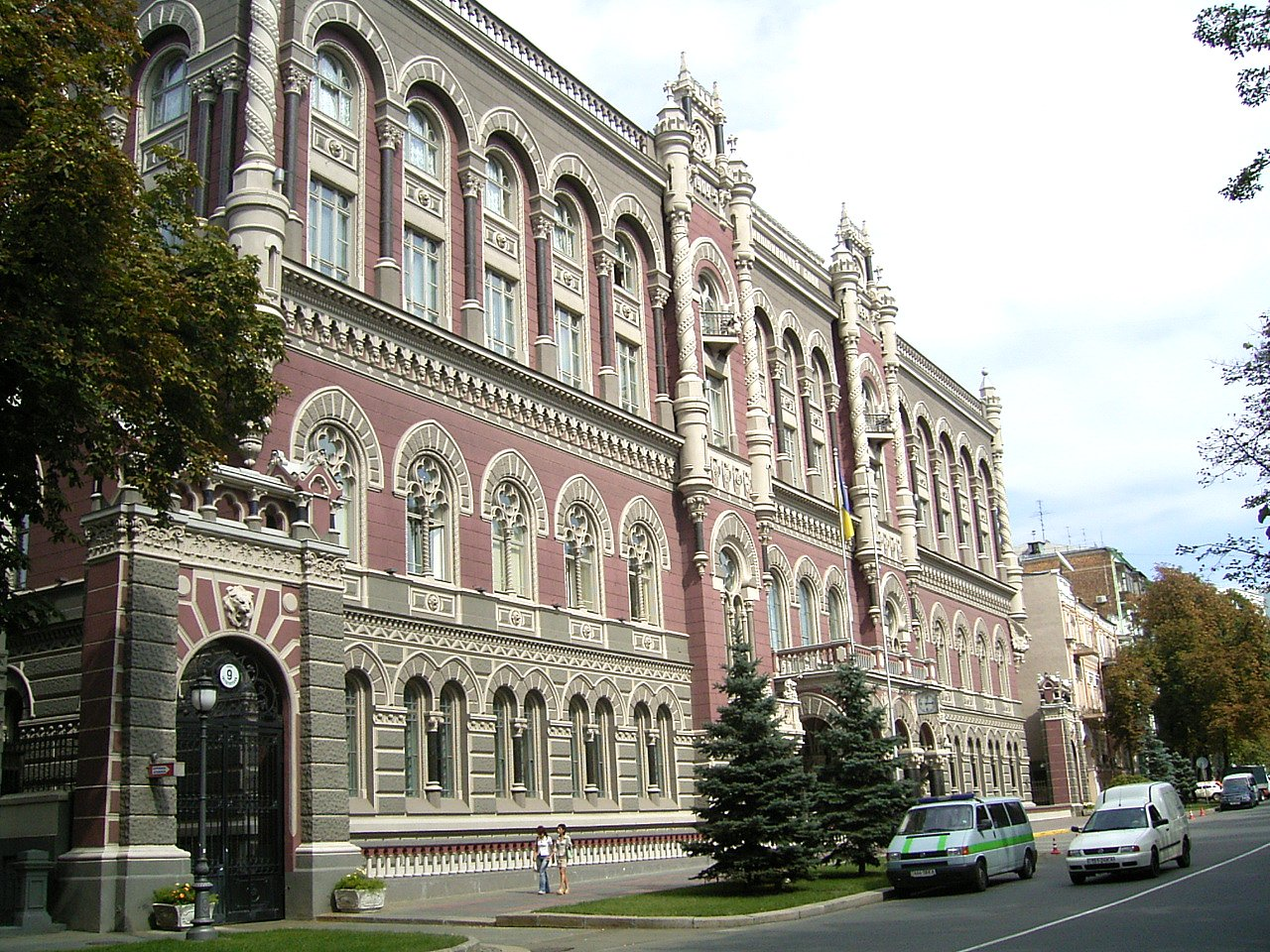
Будівля Національного банку України

- Художники: Таран Володимир, Харук Олександр, Харук Сергій.
- Скульптори:
  - аверс: Роман Чайковський,
  - реверс: Роберт Котовіч.

## Вартість монети
Під час введення монети в обіг 2012 року, Національний банк України реалізовував монету через свої філії за ціною ? гривень.
Фактична приблизна вартість монети, з роками змінювалася так:
| Рік        | 2013  | 2014  | 2015  | 2016  | 2017  | 2018  | 2019  | 2020  | 2021  | 2022  | 2023  | 2024   | 2025   |
| ---------- | ----- | ----- | ----- | ----- | ----- | ----- | ----- | ----- | ----- | ----- | ----- | ------ | ------ |
| Ціна, грн. | 2 000 | 1 700 | 1 900 | 3 800 | 4 200 | 3 600 | 4 000 | 2 900 | 4 000 | 5 000 | 7 700 | 11 800 | 11 700 |